# Peckoltia greedoi
Espèce
Peckoltia greedoi est une espèce de poissons-chats (ordre des siluriformes) de la famille des Loricariidae (sous-famille Hypostominae) du genre Peckoltia.
Les premiers spécimens ont été découverts en 1998 dans le fleuve rio Gurupi, au Brésil,
.

## Description
Peckoltia greedoi mesure au maximum 78 mm.

## Distribution et habitat
Peckoltia greedoi n'est connu que du bassin du rio Gurupi au Brésil.

## Étymologie
Son nom spécifique, greedoi, lui a été donné en référence à « Greedo, un chasseur de primes tué par Han Solo dans la Cantina du port spatial de Chalmun dans le film Star Wars, épisode IV : Un nouvel espoir avec qui cette espèce partage une ressemblance remarquable ».

## Publication originale
- (en) Jonathan W Armbruster, David C Werneke et Milton Tan, « Three new species of saddled loricariid catfishes, and a review of Hemiancistrus, Peckoltia, and allied genera (Siluriformes) », ZooKeys, Sofia, Pensoft Publishers (d), vol. 480, no 480,‎ 2 février 2015, p. 97-123 (ISSN 1313-2989 et 1313-2970, OCLC 248547717, PMID 25685026, PMCID 4319111, DOI 10.3897/ZOOKEYS.480.6540, lire en ligne).